# Emilio Carlo Altieri, IV principe di Oriolo
Emilio Carlo Altieri, IV principe di Oriolo (Roma, 25 aprile 1723 – Roma, 27 gennaio 1801), è stato un principe italiano.

## Biografia
Emilio Carlo nacque a Roma il 25 aprile 1723, figlio di Girolamo Antonio Altieri, III principe di Oriolo, e di sua moglie Maria Maddalena Borromeo Arese. Per parte di suo padre egli era imparentato per adozione con il papa Clemente X e con il cardinale Paluzzo Paluzzi Altieri degli Albertoni, mentre tra i membri della famiglia di sua madre vantava la figura di spicco di San Carlo Borromeo. Alla nascita gli vennero posti i nomi di Emilio in onore di Clemente X e di Carlo in onore di suo nonno materno.
Alla morte di suo padre nel 1762 gli succedette ai titoli ed al feudo di Oriolo.
Morì a Roma il 27 gennaio 1801.

## Matrimonio e figli
Emilio Carlo sposò a Roma nel 1749 la principessa Livia Borghese (1731 - 1802), figlia di Camillo Borghese, IV principe di Sulmona, e di sua moglie, la principessa romana Agnese Colonna di Paliano. Dal matrimonio nacquero i seguenti eredi:
- Lodovica (novembre 1753 - 16 gennaio 1839), sposò nel 1771 Lorenzo Strozzi (1748 - 1802), IV principe di Forano
- Maria Teresa (22 novembre 1755 - ?), monaca oblata in Tor de' Specchi a Roma dal 1773
- Laura (7 gennaio 1758 - 18 dicembre 1831), sposò nel 1778 Camillo Bevilacqua (1745 - 1821), conte di Maccastorna
- Antonio Maria (18 giugno 1759 - ?), cavaliere del Sovrano Militare Ordine di Malta dal 1782[2]
- Paluzzo (1760 - 1834), sposò nel 1793 la principessa Maria Anna di Sassonia (1770 - 1845), figlia del principe Francesco Saverio di Sassonia e della contessa Chiara Spinucci
- Ignazia (31 luglio 1760 - 1795[3]), gemella di Paluzzo; sposò nel 1788 il marchese Stefano Benincasa (1766 - 1836)
- Girolamo (12 novembre 1762 - ?), prelato
- Marianna (16 novembre 1764 - 17 ottobre 1843), sposò Giuseppe Antonio Caracciolo dei duchi di Castelluccio (1761 - 1802)
- Carlo (16 novembre 1764 - 18 giugno 1837[4]), gemello di Marianna, monaco benedettino cassinese dal 1780; teologo della corte imperiale
- Camilla (11 maggio 1766 - 20 giugno 1847)[5], monaca oblata in Tor de' Specchi a Roma dal 1787, ne è presidente dal 1834
- Lorenzo (11 novembre 1767 - ?), cavaliere del Sovrano Militare Ordine di Malta dal 1772[2], poi Gran Balì dell'Ordine
- Maria Virginia (5 aprile 1770 - ?)

## Albero genealogico
|                                                  |                                      |                                             | Genitori                                       |  |  | Nonni |  |  | Bisnonni                                                 |  |  | Trisnonni                                |  |
|                                                  |                                      |                                             |                                                |  |  |       |  |  | Angelo Paluzzi Albertoni Altieri, III marchese di Rasina |  |  | Antonio Albertoni, II marchese di Rasina |  |
|                                                  |                                      |                                             |                                                |  |  |       |  |  | Angelo Paluzzi Albertoni Altieri, III marchese di Rasina |  |  | Antonio Albertoni, II marchese di Rasina |  |
|                                                  |                                      | Laura di Carpegna                           |                                                |  |  |       |  |  | Angelo Paluzzi Albertoni Altieri, III marchese di Rasina |  |  |                                          |  |
| Gaspare Altieri, I principe di Oriolo            |                                      |                                             |                                                |  |  |       |  |  | Angelo Paluzzi Albertoni Altieri, III marchese di Rasina |  |  |                                          |  |
|                                                  |                                      | Vittoria Parabiacca                         | …                                              |  |  |       |  |  |                                                          |  |  |                                          |  |
|                                                  |                                      | Vittoria Parabiacca                         | …                                              |  |  |       |  |  |                                                          |  |  |                                          |  |
|                                                  |                                      | Vittoria Parabiacca                         | …                                              |  |  |       |  |  |                                                          |  |  |                                          |  |
| Girolamo Antonio Altieri, III principe di Oriolo |                                      | Vittoria Parabiacca                         |                                                |  |  |       |  |  |                                                          |  |  |                                          |  |
|                                                  |                                      | Antonio Maria Altieri                       | Orazio Altieri                                 |  |  |       |  |  |                                                          |  |  |                                          |  |
|                                                  |                                      | Antonio Maria Altieri                       | Orazio Altieri                                 |  |  |       |  |  |                                                          |  |  |                                          |  |
|                                                  |                                      | Antonio Maria Altieri                       | Anne du Blioul                                 |  |  |       |  |  |                                                          |  |  |                                          |  |
| Laura Caterina Altieri                           |                                      | Antonio Maria Altieri                       |                                                |  |  |       |  |  |                                                          |  |  |                                          |  |
|                                                  |                                      | Maria Virginia di Carpegna                  | Francesco Maria di Carpegna, conte di Carpegna |  |  |       |  |  |                                                          |  |  |                                          |  |
|                                                  |                                      | Maria Virginia di Carpegna                  | Francesco Maria di Carpegna, conte di Carpegna |  |  |       |  |  |                                                          |  |  |                                          |  |
|                                                  |                                      | Maria Virginia di Carpegna                  | Marzia Spada di Collescipoli                   |  |  |       |  |  |                                                          |  |  |                                          |  |
| Emilio Carlo Altieri, IV principe di Oriolo      |                                      | Maria Virginia di Carpegna                  |                                                |  |  |       |  |  |                                                          |  |  |                                          |  |
|                                                  | Renato II Borromeo, X conte di Arona | Carlo III Borromeo, IX conte di Arona       |                                                |  |  |       |  |  |                                                          |  |  |                                          |  |
|                                                  | Renato II Borromeo, X conte di Arona | Carlo III Borromeo, IX conte di Arona       |                                                |  |  |       |  |  |                                                          |  |  |                                          |  |
|                                                  | Renato II Borromeo, X conte di Arona | Isabella d'Adda                             |                                                |  |  |       |  |  |                                                          |  |  |                                          |  |
| Carlo Borromeo Arese, XI conte di Arona          | Renato II Borromeo, X conte di Arona |                                             |                                                |  |  |       |  |  |                                                          |  |  |                                          |  |
|                                                  |                                      | Giulia Arese                                | Bartolomeo III Arese                           |  |  |       |  |  |                                                          |  |  |                                          |  |
|                                                  |                                      | Giulia Arese                                | Bartolomeo III Arese                           |  |  |       |  |  |                                                          |  |  |                                          |  |
|                                                  |                                      | Giulia Arese                                | Lucrezia Homodei                               |  |  |       |  |  |                                                          |  |  |                                          |  |
| Maria Maddalena Borromeo Arese                   |                                      | Giulia Arese                                |                                                |  |  |       |  |  |                                                          |  |  |                                          |  |
|                                                  |                                      | Maffeo Barberini, II principe di Palestrina | Taddeo Barberini, I principe di Palestrina     |  |  |       |  |  |                                                          |  |  |                                          |  |
|                                                  |                                      | Maffeo Barberini, II principe di Palestrina | Taddeo Barberini, I principe di Palestrina     |  |  |       |  |  |                                                          |  |  |                                          |  |
|                                                  |                                      | Maffeo Barberini, II principe di Palestrina | Anna Colonna                                   |  |  |       |  |  |                                                          |  |  |                                          |  |
| Camilla Barberini                                |                                      | Maffeo Barberini, II principe di Palestrina |                                                |  |  |       |  |  |                                                          |  |  |                                          |  |
|                                                  |                                      | Olimpia Giustiniani                         | Andrea Giustiniani, I principe di Bassano      |  |  |       |  |  |                                                          |  |  |                                          |  |
|                                                  |                                      | Olimpia Giustiniani                         | Andrea Giustiniani, I principe di Bassano      |  |  |       |  |  |                                                          |  |  |                                          |  |
|                                                  |                                      | Olimpia Giustiniani                         | Anna Maria Flaminia Pamphili                   |  |  |       |  |  |                                                          |  |  |                                          |  |
|                                                  |                                      | Olimpia Giustiniani                         |                                                |  |  |       |  |  |                                                          |  |  |                                          |  |